# Lepidochrysops desmondi
Lepidochrysops desmondi är en fjärilsart som beskrevs av Henry Stempffer 1951. Lepidochrysops desmondi ingår i släktet Lepidochrysops och familjen juvelvingar. Inga underarter finns listade i Catalogue of Life.